# Frank Busemann

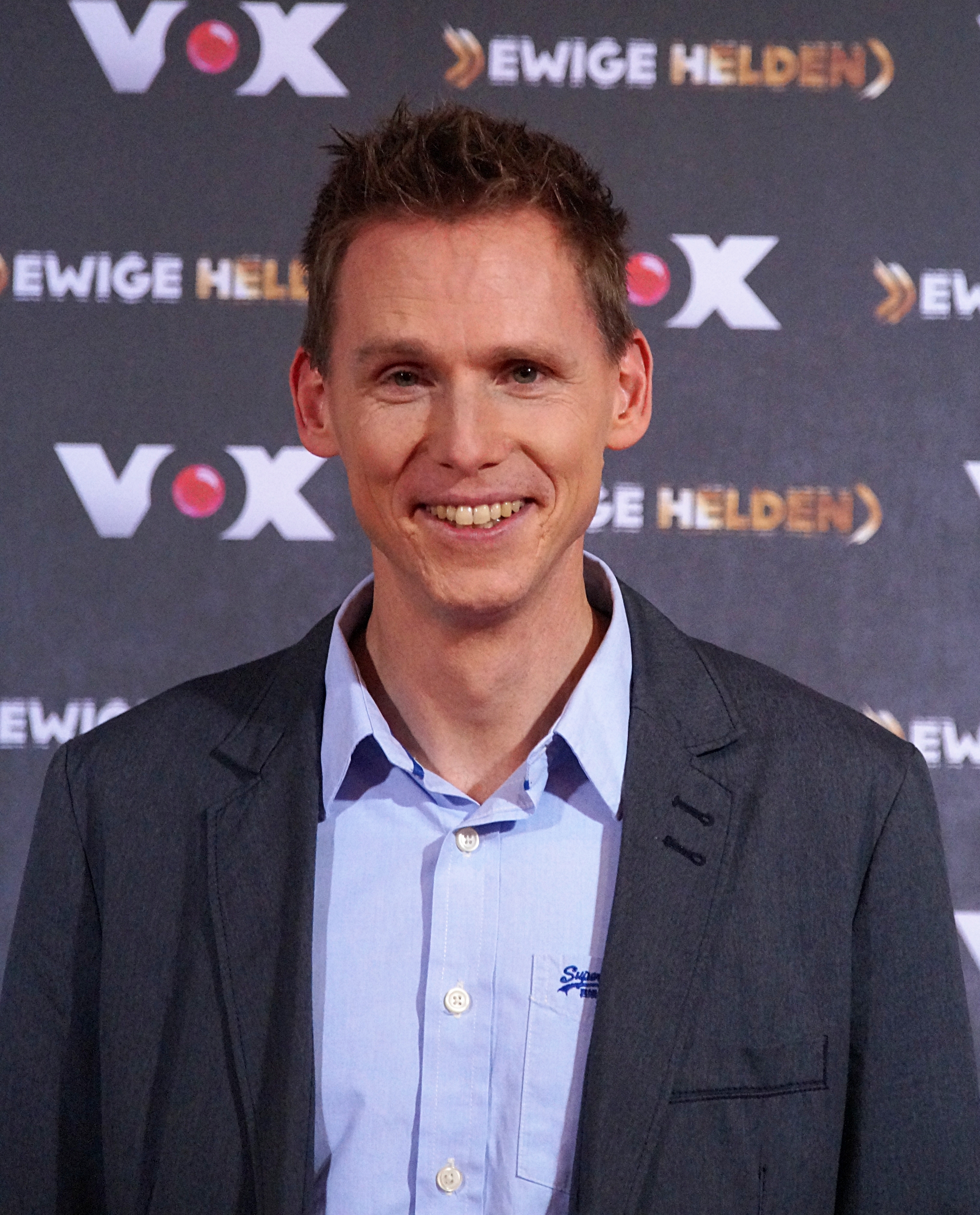
Frank Busemann

Frank Busemann, född den 26 februari 1975 i Recklinghausen, är en tysk före detta friidrottare som tävlade i mångkamp.
Busemann genombrott kom när han vann VM-guld för juniorer 1994 på 110 meter häck. Som mångkampare blev han silvermedaljörer vid Olympiska sommarspelen 1996 efter amerikanen Dan O'Brien. Han blev även bronsmedaljör vid VM 1997 i Aten.
Han deltog vid Olympiska sommarspelen 2000 och slutade där på en sjunde plats i tiokamp.
Under 2003 valde han att avsluta sin aktiva karriär på grund av skador.

## Personliga rekord
- Tiokamp - 8 706 poäng